# Ricardo Ernesto Centellas Guzmán
Ricardo Ernesto Centellas Guzmán (Suquistaca, 7 novembre 1962) è un arcivescovo cattolico boliviano, dall'11 febbraio 2020 arcivescovo metropolita di Sucre.

## Biografia

### Formazione e ministero sacerdotale
Ha frequentato la scuola primaria "Alonso Ibañez" a Caiza "D" e la scuola secondaria "Paulo VI" nello stesso comune. Nel 1982 ha compiuto il corso propedeutico nel seminario "San Cristoforo" di Sucre e dal 1983 al 1988 ha studiato filosofia e teologia nel seminario "San Giuseppe" di Cochabamba.
L'11 agosto 1988 è stato ordinato presbitero per l'arcidiocesi di Sucre. Dal gennaio del 1989 all'aprile del 1991 è stato vicario parrocchiale della parrocchia di "San Giovanni Battista" a Padilla. Nel 1991 è stato inviato a Roma per studi. Nel 1993 ha conseguito la licenza in teologia spirituale presso la Pontificia Università Gregoriana. Tornato in patria è stato membro del gruppo dei formatori del seminario "San Cristoforo" di Sucre dal 1993 al 1996, rettore dello stesso dal 1996 al 2003 e vicario generale dell'arcidiocesi di Sucre dal 14 maggio 1998 al 2005.

### Ministero episcopale
Il 30 giugno 2005 papa Benedetto XVI lo ha nominato vescovo ausiliare di Potosí e titolare di Torri di Ammenia. Ha ricevuto l'ordinazione episcopale il 15 settembre successivo nella basilica di Sant'Antonio di Padova a Potosí dal vescovo di Potosí Walter Pérez Villamonte, co-consacranti l'arcivescovo metropolita di Sucre Jesús Gervasio Pérez Rodríguez e l'arcivescovo Ivo Scapolo, nunzio apostolico in Bolivia.
Ha partecipato alla XII assemblea generale ordinaria del Sinodo dei vescovi che ha avuto luogo nella Città del Vaticano dal 5 al 26 ottobre 2008 sul tema "La Parola di Dio nella vita e nella missione della Chiesa".
Nel novembre del 2008 ha compiuto la visita ad limina.
Il 25 novembre 2009 lo stesso papa Benedetto XVI lo ha promosso vescovo di Potosí. Ha preso possesso della diocesi il 28 gennaio successivo.
Nel settembre del 2017 ha compiuto una seconda visita ad limina.
L'11 febbraio 2020 papa Francesco lo ha nominato arcivescovo metropolita di Sucre. Il 16 giugno seguente ha preso possesso dell'arcidiocesi. È rimasto amministratore apostolico di Potosí fino all'ingresso del successore Nicolás Renán Aguilera Arroyo, avvenuto il 20 gennaio 2021.
Dall'11 novembre 2021 è vicepresidente della Conferenza episcopale boliviana. In precedenza è stato presidente dell'Area di Comunione ecclesiale; membro del consiglio permanente; membro del consiglio della Facoltà teologica "San Paolo" di Cochabamba; sostituto delegato presso il Consiglio episcopale latinoamericano; vicepresidente dal dicembre del 2012 al 6 novembre 2015 e presidente dal 6 novembre 2015 all'11 novembre 2021.

## Genealogia episcopale e successione apostolica
La genealogia episcopale è:
- Cardinale Scipione Rebiba
- Cardinale Giulio Antonio Santori
- Cardinale Girolamo Bernerio, O.P.
- Arcivescovo Galeazzo Sanvitale
- Cardinale Ludovico Ludovisi
- Cardinale Luigi Caetani
- Cardinale Ulderico Carpegna
- Cardinale Paluzzo Paluzzi Altieri degli Albertoni
- Papa Benedetto XIII
- Papa Benedetto XIV
- Cardinale Enrico Enriquez
- Arcivescovo Manuel Quintano Bonifaz
- Cardinale Buenaventura Córdoba Espinosa de la Cerda
- Cardinale Giuseppe Maria Doria Pamphilj
- Papa Pio VIII
- Papa Pio IX
- Cardinale Alessandro Franchi
- Cardinale Giovanni Simeoni
- Cardinale Antonio Agliardi
- Cardinale Basilio Pompilj
- Cardinale Adeodato Piazza, O.C.D.
- Cardinale José Clemente Maurer, C.SS.R.
- Vescovo Walter Pérez Villamonte
- Arcivescovo Ricardo Ernesto Centellas Guzmán

La successione apostolica è:
- Vescovo Nicolás Renán Aguilera Arroyo (2021)